# Mausoleum von Bahauddin Naqshband

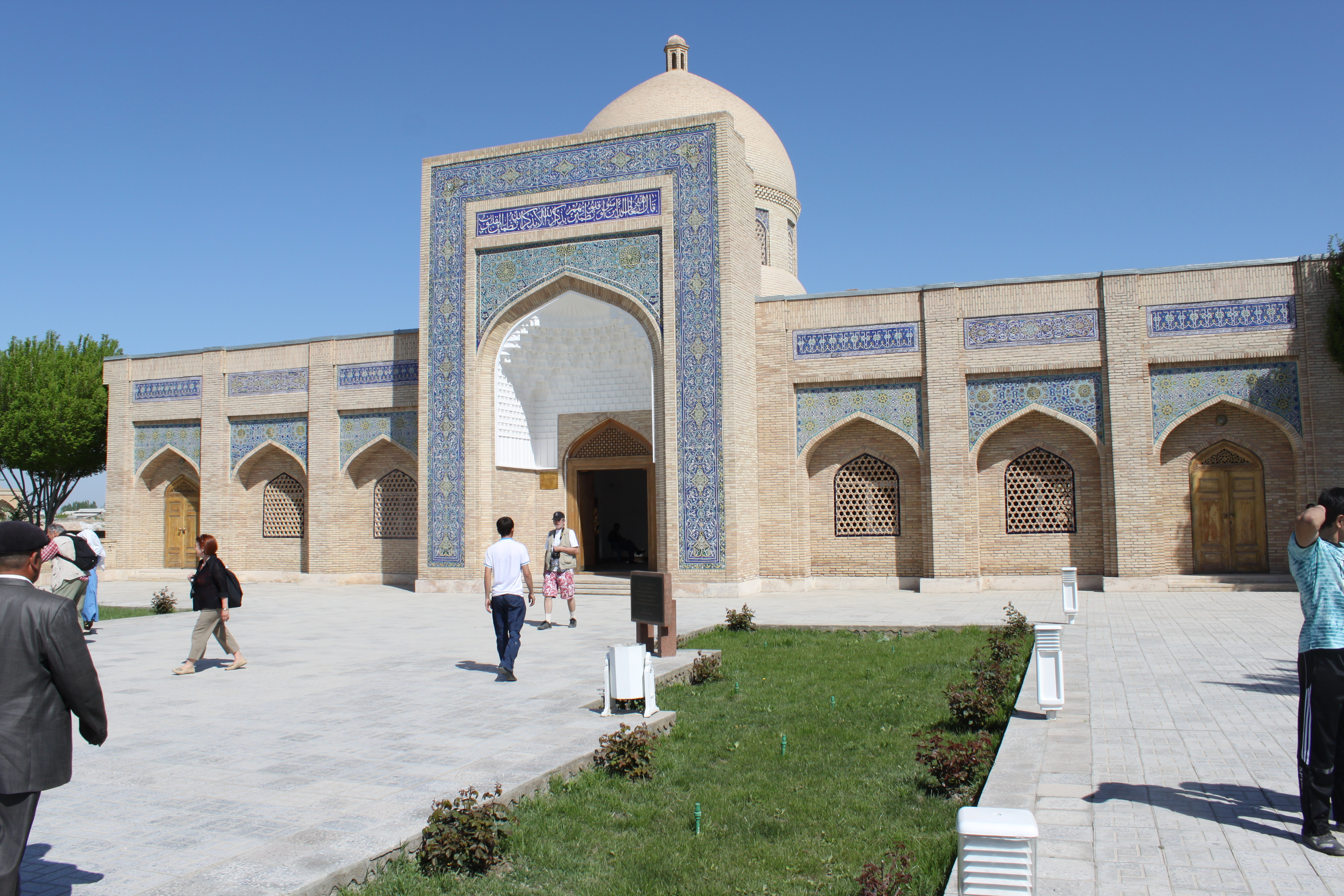
Bahaouddin Naqshbandi Mausoleum

Mausoleum von Bahauddin Naqshband (usbekisch Bahouddin Naqshband yodgorlik majmuasi „Denkmalskomplex Baha-ud-Din Naqschband“) ist ein Komplex in Buxoro, Usbekistan, der das Baha-ud-Din Naqschband, dem Gründer des Naqschbandīya-Ordens, der im Jahr 1389 verstarb, umfasst.
Diese Stätte wurde am 18. Januar 2008 in der Kategorie „Kultur“ in die vorläufige Liste des UNESCO-Weltkulturerbes aufgenommen.

## Geschichte
Der Mausoleum von Bahauddin Naqshband befindet sich ungefähr 10 Kilometer nordöstlich der Stadt Buxoro und wurde über viele Jahrhunderte hinweg entwickelt. Während der Zeit der Sowjets war es verboten, das Grab hier zu besuchen. Der Mausoleum wurde ursprünglich nach dem Tod von Bahouddin Naqshband errichtet und ist seit vielen Generationen ein Pilgerort. Bahouddin Naqshbands vollständiger Name lautete Bahouddin Muhammad ibn Burhoniddin Muhammad al-Bukhori, und er lebte von 1318 bis 1389. Er war auch bekannt unter Titeln wie „Shohi Naqshband“ und „Xojayi Buzruk“. Bahouddin Naqschband wird als der siebte Sufi-Heilige anerkannt.
Der Mausoleum von Bahauddin Naqshband beginnt mit einem kleinen Kuppeltorhaus. Im Jahr 2003 schrieb der Kalligraf Habibulloh Solih den 28. Vers der Sure ar-Ra'd (Der Donner) an die Wand in der Nähe des „Bobi Islom“-Tores und verwendete dabei eine arabische Schrift namens Nastaʿlīq. In der Muqarnas-Sektion des Tores sind die Namen der Meisterbauer und das Baujahr eingraviert. Auf der Eingangstür des Mausoleums ist ein Rubāʿī (Vierzeiler) in Nastaʿlīq-Schrift geschrieben. Die Gräber innerhalb des Mausoleums wurden gemäß dem Befehl von Abdulaziz Khan angeordnet und sind derzeit gut erhalten. Das größte Gebäude im Mausoleum, die Khanqah (Sufi-Lodge), wurde zwischen 1544 und 1545 errichtet. In den Zellen der Khanqah finden sich Gedichte in Nastaʿlīq-Schrift eingraviert. Der Mausoleum umfasst auch ein Minarett mit einer Inschrift in Nastaʿlīq-Schrift, die darauf hinweist, dass es im Jahr 1885 erbaut wurde.

## Restauration
Das Mausoleum von Bahauddin Naqshband wurde in den Jahren 1993, 2003 und 2010 restauriert. Im Jahr 2004 wurden ein Sufi-Museum und ein wissenschaftliches Zentrum innerhalb des Mausoleums eingerichtet. Im Jahr 1993, anlässlich des 675. Jahrestages von Bahauddin Naqschbands Geburt, wurde der Mausoleum renoviert. Zusätzliche Gebäude wurden dem Komplex hinzugefügt. Im Jahr 2009 wurde eine Gedenktafel vor dem Mausoleum von Bahouddin Naqshband aufgestellt.